# Terminal Vila Carrão
O Terminal Vila Carrão é um terminal urbano de ônibus localizado na Zona Leste de São Paulo no bairro da Vila Carrão. Oficialmente entregue em dezembro de 1985, o local já era utilizado como ponto inicial e final de diversas linhas de ônibus antes mesmo de sua construção, tendo originalmente apenas algumas plataformas com abrigos de pontos de ônibus das quais serviam tanto linhas convencionais quanto de trólebus. Foi o terceiro terminal entregue para a zona leste depois das instalações do A. E. Carvalho e Aricanduva, sendo inauguradas no mesmo ano pela antiga CMTC durante a gestão do prefeito Mário Covas.
Atualmente administrado pela SPTrans, estima-se que o local atenda a 41 mil pessoas diariamente, contando com linhas que interligam a região tanto ao centro quanto a outros bairros, como Itaquera, Cidade Líder, Jaçanã, Guaianases, entre outros.

## Galeria

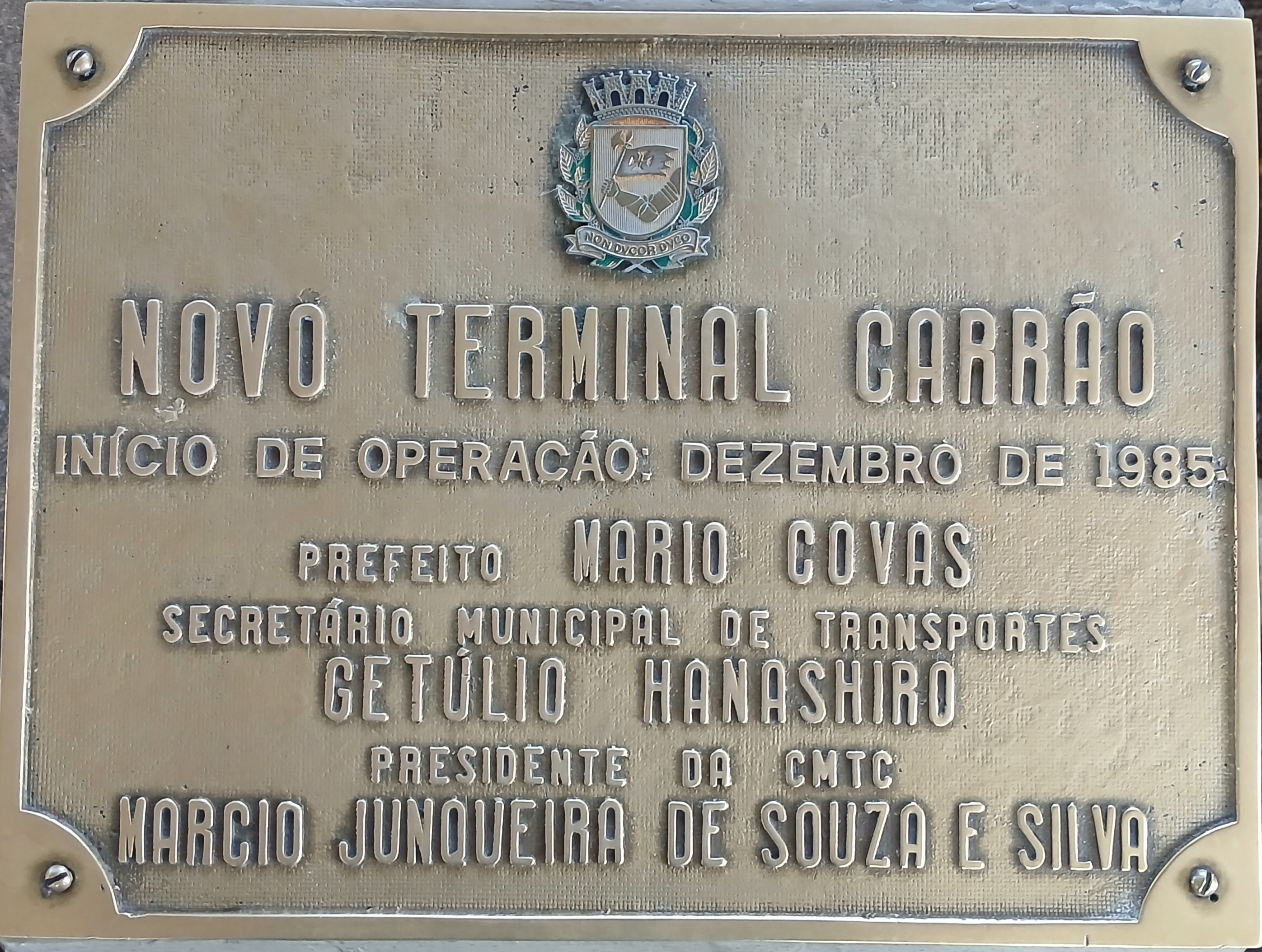
Placa de inauguração original do terminal localizada na plataforma A, próximo aos caixas eletrônicos.